# Spinther wireni
Spinther wireni är en ringmaskart som beskrevs av Hartman 1948. Spinther wireni ingår i släktet Spinther och familjen Spintheridae. Arten har ej påträffats i Sverige. Inga underarter finns listade i Catalogue of Life.